# Липки (аеродром)
Липки (біл. Лі́пкі; (ICAO: UMMI)) — аеродром спільного базування, розташований у Мінській області Республіки Білорусь. Знаходиться на східній околиці у Партизанському районі Мінська. Використовується авіацією МНС Республіки Білорусь, мінським парашутним клубом ДТСААФ та авіацією загального призначення.

## Історія
Військовий аеродром Липки було відкрито 1980 року. Спочатку на ньому базувалися 66 і 248 окремі змішані авіаескадрильї. 66-а САЕ мала у своєму розпорядженні два літаки Ан-26, один Іл-22, а також гелікоптери — один Мі-26, один Мі-17, один Мі-6, два Мі-24ХР (хімічна розвідка), вісім транспортних Мі-8Т і одним Мі-8ТП для перевезення командування. У складі 248-ї ОСАЕ літали два Ан-12, вісім Мі-8 і два Ту-134 у компонуванні «салон» для перевезення командування Білоруським військовим округом.
З розпадом СРСР аеродром втратив військову значущість. У 1990-ті роки частина повітряних суден була перебазована на авіабазу в Мачулищах, частину списано, частину передано до МНС. 21 серпня 2002 року Міністерство оборони Республіки Білорусь передало аеродром у відання МНС. У 2016 році аеродром використовувався для репетиції параду на честь Дня незалежності.
У 2017 році було проведено масштабну реконструкцію аеродрому, в яку було вкладено близько 10 мільйонів доларів. Було оновлено злітно-посадкову смугу, встановлено світлосигнальне обладнання, що дозволяє виконувати злітно-посадкові операції у будь-який час доби. З'явилися нові гелікоптерні майданчики та руліжні доріжки, автоматична метеостанція, опалювальний ангар. Були побудовані бази для підготовки спортсменів та військових льотчиків, авіамодельна майстерня та три корди для проведення змагань з авіамодельного спорту, інфраструктура для відвідувачів.
Влітку 2017 року в Липки переїхав мінський авіаційно-спортивний клуб ДТСААФ, який до цього базувався на аеродромі Борова (даний аеродром у майбутньому буде закритий). Після ухвалення рішення про закриття аеропорту Мінськ-1, у Липки перемістилася частина авіації загального призначення, що знаходилася там.

## Технічні характеристики
Аеродром має клас E за класифікацією ІКАО та сертифікований для приймання літаків масою не більше 5,7 тонни та розмахом крила до 23,9 м та гелікоптерів із сертифікаційною масою до 66 тонн. Фактична довжина ЗПС становить 2200 метрів, однак, станом на 2020 рік для злітно-посадкових операцій використовується її відрізок завдовжки 750 метрів. Смуга обладнана для заходу на посадку згідно з ПВП у будь-який час доби. На аеродромі є кілька вертолітних майданчиків.
Аеродром має клас E за класифікацією ІКАО і сертифікований для приймання літаків масою не більше ніж 5,7 тонни та розмахом крила до 23,9 м і гелікоптерів із сертифікаційною масою до 66 тонн. Фактична довжина ЗПС становить 2200 метрів, однак, станом на 2020 рік для злітно-посадкових операцій використовується її відрізок довжиною 750 метрів. Смуга обладнана для заходу на посадку згідно з ПВП у будь-який час доби. На аеродромі є кілька вертолітних майданчиків.

## Пам'ятка
- Пам'ятник-вертоліт Мі-2У